# Maulévrier
Maulévrier là một xã trong vùng hành chính Pays de la Loire, thuộc tỉnh Maine-et-Loire, quận Cholet, tổng Cholet-2. Tọa độ địa lý của xã là 47° 00' vĩ độ bắc, 00° 44' kinh độ đông. Maulévrier nằm trên độ cao trung bình là 110 mét trên mực nước biển, có điểm thấp nhất là 87 mét và điểm cao nhất là 176 mét. Xã có diện tích 33,63 km², dân số vào thời điểm 1999 là 2830 người; mật độ dân số là 84 người/km².

## Nhân vật nổi tiếng
- Jean-Marc Ayrault, chính trị gia.

## Địa điểm tham quan
- Parc oriental de Maulévrier: Vườn Nhật lớn nhất châu Âu
- Lâu đài Guichardière